# استودلی
استودلی (به انگلیسی: Stoodleigh) یک روستا و محله مدنی در بریتانیا است که در Mid Devon واقع شده‌است.